# Albert Jorquera
Albert Jorquera Fortià, deportivamente conocido como Jorquera (Bescanó, Gerona, 3 de marzo de 1979), es un futbolista español retirado. Jugaba como guardameta y desarrolló la mayor de su carrera profesional en el F. C. Barcelona. En la actualidad es el entrenador del FC Santa Coloma de la Primera División de Andorra. Fue segundo entrenador del FC Andorra, propiedad de su excompañero en el Barça, el defensa Gerard Piqué.

## Biografía
Ingresó en el F. C. Barcelona el 2 de noviembre de 1994, procedente de un equipo como jugador cadete. Las temporadas 96-97 y 97-98 jugó en el juvenil y después pasó al Barça C (98-99 ) y al Barça B (99-00).
En la temporada 2000-01 inició una serie de cesiones, primero al AD Ceuta (2.ª división B) y después al CE Mataró (también de segunda B) en la temporada 2001-2002. Posteriormente retornó al Barça B, donde se convertiría en el portero titular de la temporada 2002-2003 (en esos momentos el filial militaba en 2.ª B).
En la temporada 2003-04, hizo el salto al primer equipo como tercer portero, por detrás de Víctor Valdés y Rüştü Reçber, fichado esa misma temporada. Debutó en partido oficial de liga, contra el Athletic Club en el Camp Nou el 17 de enero de 2004, donde cuajó una espectacular actuación. Posteriormente repitió cuatro jornadads después, también en casa, contra el Atlético de Madrid y también fue pieza clave para que el Barça consiguiera la victoria.
En la temporada 2004-05, Jorquera demostró su calidad en los últimos dos partidos de la Liga, cuando Valdés ya había conseguido el trofeo Zamora (reconocimiento al portero menos goleado). 
En la temporada 2005-06, Jorquera jugó 3 partidos de Liga, 1 partido de Copa de Europa y 4 partidos de Copa del Rey. En total encajó 12 goles. 
El 29 de diciembre de 2007 sufrió una rotura del ligamento cruzado anterior de la rodilla derecha, durante un partido amistoso con la selección catalana, una grave lesión que le mantuvo seis meses apartado de los terrenos de juego. Para cubrir su ausencia, el F. C. Barcelona se hizo con los servicios de otro guardameta, José Manuel Pinto, de modo que cuando Jorquera volvió a la actividad, la temporada 2008/09, se vio relegado al puesto de tercer portero del equipo. Como tal, formó parte de la histórica plantilla que conquistó el triplete -Liga, Copa y Liga de Campeones- aunque el suyo fue un papel testimonial, ya que solo jugó un partido intrascendente, contra el Shakhtar Donetsk, en la Champions.
Finalizada la temporada, el 25 de agosto de 2009, se anunció la rescisión amistosa de su contrato con el F. C. Barcelona, al tiempo que se anunciaba su fichaje por el Girona FC.
Como curiosidad, estuvo compaginando los estudios de gemología con su carrera futbolística. Se quería hacer gemólogo, porque es la profesión de sus padres.
En Girona FC jugó una temporada en Segunda División, participando en 30 de los 42 partidos ligueros. Finalizado el curso, el 11 de agosto de 2010, con 31 años, anunció su decisión de colgar las botas, aunque le quedaban dos años de contrato con el Girona. Licenciado en Gemología y especializado en diamantes por la Facultad de Geología de la Universidad de Barcelona, tras su retirada pasó a dedicarse al negocio familiar de la joyería.
En la temporada 2014-15 fue el entrenador de porteros de la Unió Esportiva Llagostera.. En la temporada 2017-18 fichó junto a Gabri por el Sion suizo.

## Actividad política
En 2011 anunció su ingreso en Convergència i Unió en Gerona, presentándose en dicha ciudad en las elecciones municipales de 2011.

## Trayectoria

### Como jugador
| Club                  | País   | Año       |
| --------------------- | ------ | --------- |
| Barcelona Cadete      | España | 1994-1996 |
| Barcelona Juvenil     | España | 1996-1998 |
| Barcelona "C"         | España | 1998-1999 |
| Barcelona "B"         | España | 1999-2000 |
| AD Ceuta              | España | 2000-2001 |
| CE Mataró             | España | 2001-2002 |
| Barcelona "B"         | España | 2002-2003 |
| Fútbol Club Barcelona | España | 2003-2009 |
| Girona FC             | España | 2009-2010 |

## Palmarés como jugador

### Títulos nacionales
| Título              | Equipo          | País   | Año     |
| ------------------- | --------------- | ------ | ------- |
| Primera División    | F. C. Barcelona | España | 2004-05 |
| Supercopa de España | F. C. Barcelona | España | 2005    |
| Primera División    | F. C. Barcelona | España | 2005-06 |
| Supercopa de España | F. C. Barcelona | España | 2006    |
| Copa del Rey        | F. C. Barcelona | España | 2008-09 |
| Primera División    | F. C. Barcelona | España | 2008-09 |

### Títulos internacionales
| Título            | Equipo          | Sede  | Año     |
| ----------------- | --------------- | ----- | ------- |
| Liga de Campeones | F. C. Barcelona | París | 2005-06 |
| Liga de Campeones | F. C. Barcelona | Roma  | 2008-09 |

#### Otros
| Club            | Título        | País   | Año  |
| --------------- | ------------- | ------ | ---- |
| F. C. Barcelona | Copa Cataluña | España | 2004 |
| F. C. Barcelona | Copa Cataluña | España | 2005 |
| F. C. Barcelona | Copa Cataluña | España | 2007 |

| Club            | Título             | País   | Año  |
| --------------- | ------------------ | ------ | ---- |
| F. C. Barcelona | Trofeo Joan Gamper | España |      |
| F. C. Barcelona | Trofeo Joan Gamper | España | 2003 |
| F. C. Barcelona | Trofeo Joan Gamper | España | 2004 |
| F. C. Barcelona | Trofeo Joan Gamper | España | 2006 |
| F. C. Barcelona | Trofeo Joan Gamper | España | 2007 |
| F. C. Barcelona | Trofeo Joan Gamper | España | 2008 |

### Títulos Juveniles
| Título                              | Equipo          | País   | Año  |
| ----------------------------------- | --------------- | ------ | ---- |
| Copa Juvenil de la FIFA /Blue Stars | F. C. Barcelona | España | 1993 |
| Copa Juvenil de la FIFA /Blue Stars | F. C. Barcelona | España | 1994 |
| Copa Juvenil de la FIFA /Blue Stars | F. C. Barcelona | España | 1995 |
| Copa del Rey juvenil                | F. C. Barcelona | España | 1996 |

### Como entrenador
| Club                                     | País    | Año       |
| ---------------------------------------- | ------- | --------- |
| U.E. Llagostera (entrenador de porteros) | España  | 2014-2015 |
| F. C. Barcelona Juvenil "A" (ayudante)   | España  | 2015-2017 |
| FC Sion (ayudante)                       | Suiza   | 2017-2018 |
| FC Andorra (ayudante)                    | Andorra | 2018-2020 |

## Palmarés como Entrenador

### Títulos nacionales
| Título                    | Club                              | País   | Año     |
| ------------------------- | --------------------------------- | ------ | ------- |
| División de Honor Juvenil | Fútbol Club Barcelona Juvenil "A" | España | 2016-17 |
| Primera Catalana          | Fútbol Club Andorra               | España | 2018-19 |